# 大津線感謝祭
大津線感謝祭（おおつせんかんしゃさい）は、京阪電気鉄道（大津鉄道部）が錦織車庫で開催する鉄道利用者向けのイベントである。

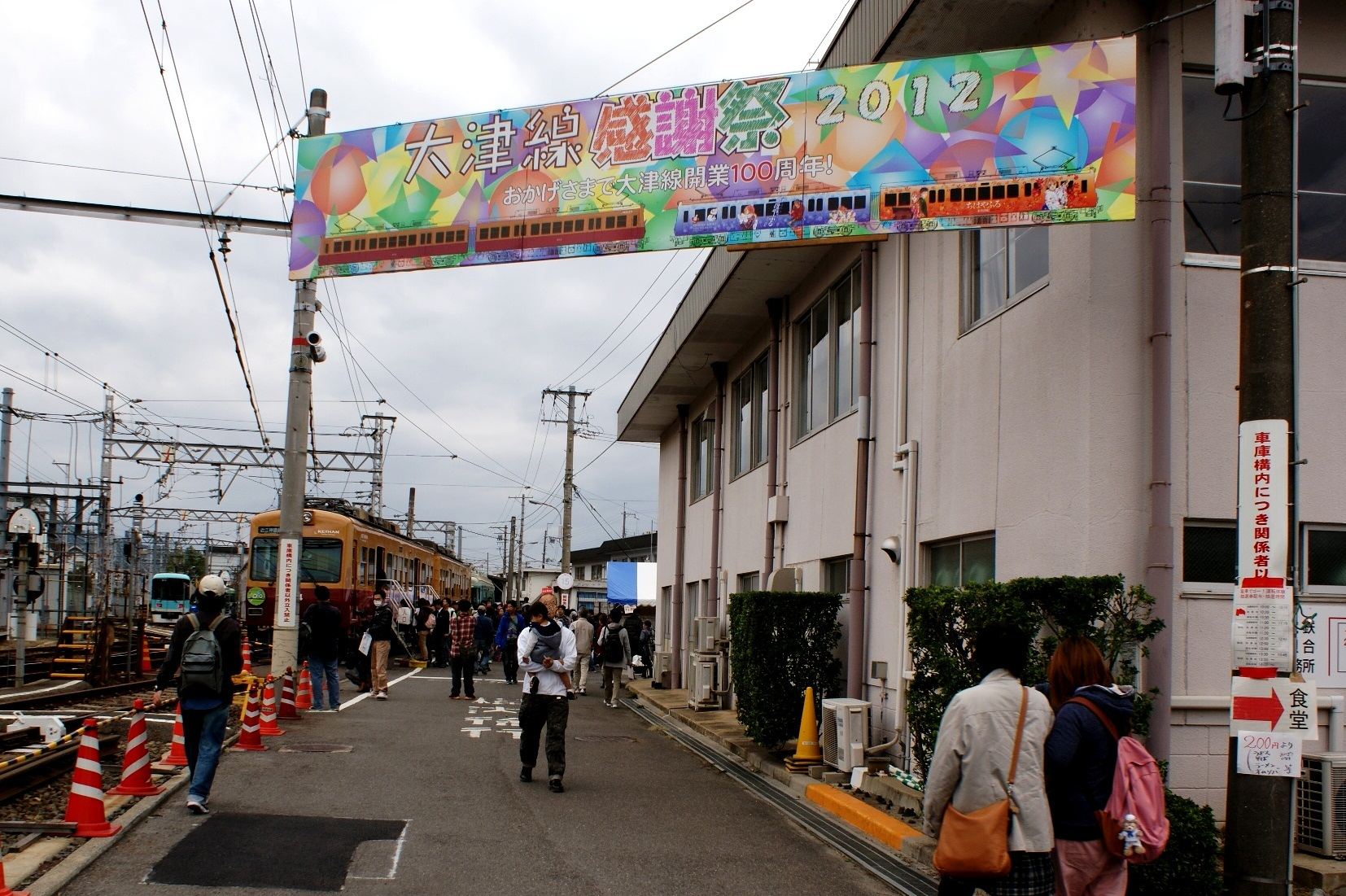
大津線感謝祭2012の入り口

## 概要
2003年に第1回が京阪石山坂本線近江神宮前駅に隣接する錦織車庫で開催された。第1回は京阪本線寝屋川車庫で開催されたファミリーレールフェアと同時開催となっていたが、2004年開催の第2回からは開催日を分離して開催されるようになった。
ファミリーレールフェア同様、鉄道ファン向けではなく、家族連れや子供にも楽しめるイベントである。鉄道を利用する沿線住民へのサービスと宣伝活動のひとつとして無料で行われていた。
2008年のみファミリーレールフェアがひらかたパークでの開催に変更されたが、大津線感謝祭は従来通り錦織車庫で開催された。
2013年は台風18号の土砂災害の影響で開催が中止された。
2020年・2021年は新型コロナウイルス感染症の流行のため中止となり2023年に事前応募制で開催した後、その後の開催については何の発表もない。

## 開催時期
毎年1回、1日限りである。当初は鉄道の日関連のイベントとして10月に行われたが、2007年以降は11月3日（文化の日）に開催されている。

### 開催日
- 2003年10月19日
- 2004年10月24日
- 2005年10月30日
- 2006年10月29日
- 2007年11月3日
- 2008年11月3日
- 2009年11月3日
- 2010年11月3日
- 2011年11月3日
- 2012年11月3日
- 2014年11月1日
- 2015年11月3日
- 2016年11月3日
- 2017年11月3日
- 2018年11月3日
- 2019年11月2日
- 2023年11月3日(事前応募制)

### 時間
- 10:00～15:00（入場は14:30まで）

## 主なイベント内容
- 実際の鉄道車両の構内運転（「電車でゴー」。抽選制）
- 80形車両展示（特定非営利活動法人「京津文化フォーラム」によるもの）
- 600形・700形車両展示
- 乗車しての洗車機通過体験（「洗車でゴー」）
- 鉄道上を走る足踏み式車両の乗車（「京阪電チャリ」）
- 電動模型列車の乗車（「ミニ京阪電車」）
- 鉄道車両機器展示
- 信号・踏切装置の操作実演
- 鉄道部品・鉄道グッズ・地元土産品・軽食販売
- 鉄道や車両の歴史に関するパネル展示
- 鉄道や車両に関する映像上映
- 鉄道や車両に関するクイズと景品配布
- 鉄道模型運転会（近年は大津市内の別会場で有料実施）
- バルーンアート、バラストを使ったストーンペインティング、制服で記念写真（有料）

その他

## 後援・協力
- 大津市
- 大津の京阪電車を愛する会
- 公益社団法人びわ湖大津観光協会